# Till Florian Beyerbach

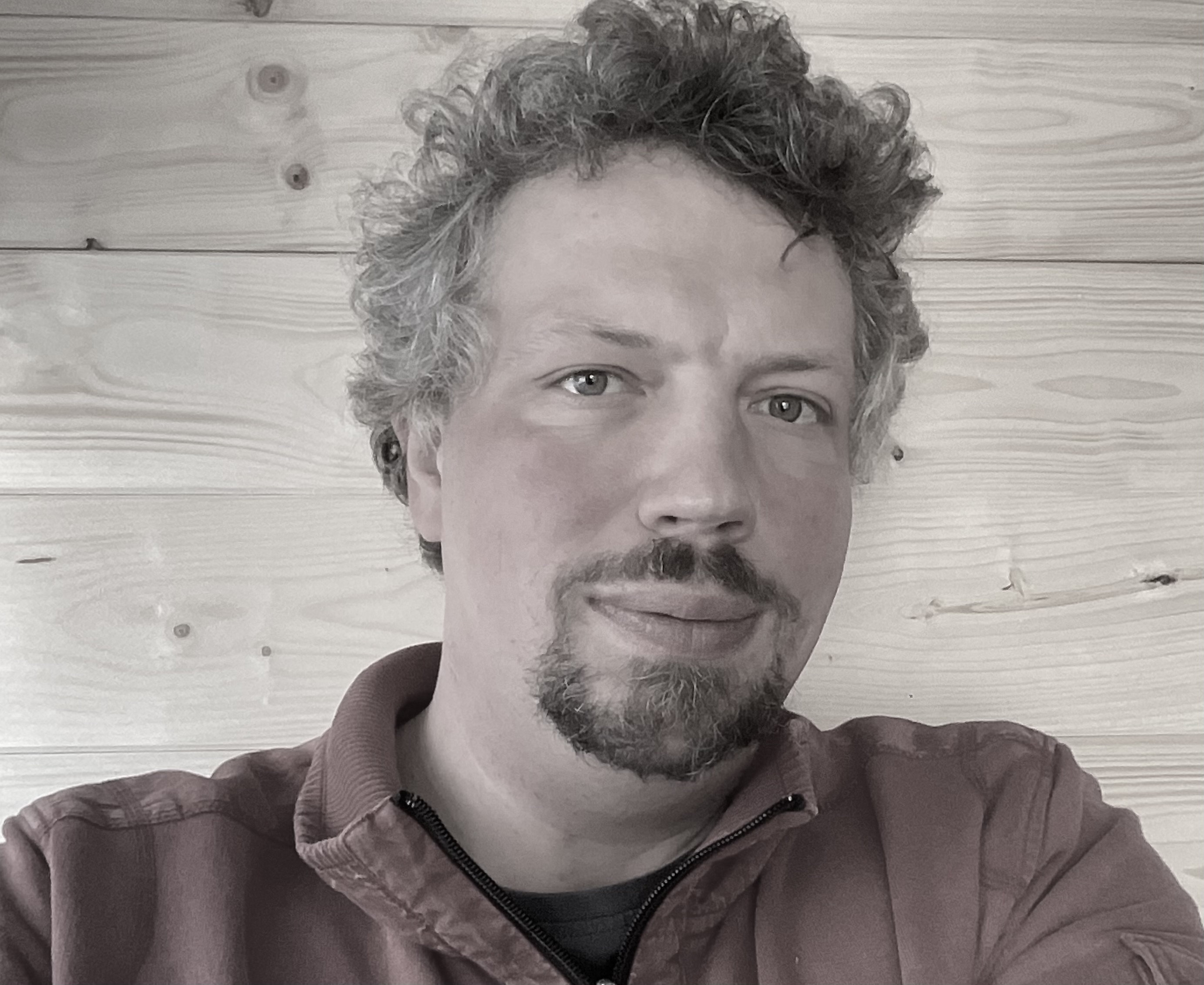
Till Florian Beyerbach

 Till Florian Beyerbach (* 6. Mai 1981 in Filderstadt) ist ein deutscher Schauspieler, Musiker und Theaterproduzent.

## Leben
Beyerbach wuchs in Esslingen am Neckar auf. Dort machte er an der Waldorfschule die Mittlerer Reife. Von 1999 bis 2003 wurde er an der Akademie für darstellende Kunst in Ulm als staatlich anerkannter Schauspieler ausgebildet. 2003 arbeitete er für die Freilichtspiele Schwäbisch Hall. An der Badischen Landesbühne Bruchsal gehörte er von 2003 bis 2006 zum Ensemble. Als Schlagzeuger war er 2006 in der Komödie im Marquardt Stuttgart und 2007 im Theater Heilbronn. 2008 war er am Theater Ingolstadt, den Luisenburgfestspielen Wunsiedel und dem Staatstheater Karlsruhe engagiert. 2009 am Sommertheater Winterthur und dem Kammertheater Karlsruhe. Das Solo-Theaterstück "Tagebuch eines Wahnsinnigen" feierte 2010 am  Staatstheater Karlsruhe Premiere.
2014 gründete er mit Lukas Ullrich die Theatergruppe Eure Formation. Hierfür ist er sowohl als Schauspieler, Musiker, Theaterproduzent, Sprecher und Moderator tätig. Beyerbach lebt mit seiner Familie in Göppingen.

## Auszeichnungen
- Tagebuch eines Wahnsinnigen mit Tschechowpreis in Taganrog 2010
- Tagebuch eines Wahnsinnigen mit Gogolpreis bei Solo Theater Festival Moskau 2012

## Produktionen von Eure Formation
- 2014  Play Luther[4]
- 2018  Nach Europa[5].
- 2019 Bonhoeffer_der mit dem Lied[6]
- 2023 Clara & Friedrich - die Revolution muss tanzbar sein[7]
- 2024 Was heißt hier »wir«?[8] - nach einer Vorlage von Heinrich Detering erschienen bei Reclam.

## Filmografie (Auswahl)
- 2010 Alpha 0.7 (SWR)
- 2011 Der Schlunz (ERF)
- 2012 Baron Münchhausen (ARD-Mehrteiler)
- 2013 Die goldene Gans (ZDF)
- 2014 Wann endlich küsst du mich (SWR)
- 2015 Wer aufgibt ist tot (ARD)
- 2015 Vorwärts immer! (Kino)
- 2016 SOKO Stuttgart (ZDF)
- 2016 die Welt der Wunderlichs (Kino)
- 2017 Hubert und Staller (ARD)
- 2018 Wenns um Liebe geht (ARD)
- 2019 SOKO Stuttgart (ZDF)
- 2022 Tatort Videobeweis (SWR)
- 2024 Tatort Avatar (SWR)